# اولاپول
اولاپول (به انگلیسی: Ullapool) یک روستا در اسکاتلند است که در هایلند واقع شده‌است. اولاپول ۱٬۵۴۱ نفر جمعیت دارد.